# Дон Боско (Негомбо)
Спортивний клуб «Дон Боско» або просто «Дон Боско» (англ. Don Bosco Sports Club) — ланкійський футбольний клуб з Негомбо. Виступав у Прем'єр-лізі Шрі-Ланки, найвищому футбольному дивізіоні країни.

## Історія
Заснований у місті Негомбо. Переможець Прем'єр-ліги Шрі-Ланки, а також фіналіст кубку країни. Найпринциповіший суперник — інша футбольна команда з Негомбо — «Юпітер».
На міжжнародних турнірах виступав 1 разу. У 2011 році грав у груповому раунді Кубку президента АФК, де посів останнє четверте місце. Суперниками ланкійського колективу були «Нефтчі» (Кочкор-Ата) з Киргизстану, «Абахані Лімітед» (Дакка) з Бангладеша та «Пном-Пень Кроун» з Камбоджі.

## Досягнення
- Прем'єр-ліга Шрі-Ланки
  -  Чемпіон (1): 2010

- Кубку Футбольної асоціації Шрі-Ланки
  -  Фіналіст (1): 2011

## Виступи на континентальних турнірах
- Кубок президента АФК: 1 виступ

2011 - 4-е місце на груповому раунді